# S2 Barcelona - Sabadell
La línea S2 de Ferrocarriles de la Generalidad de Cataluña (FGC) es una línea de ferrocarril que pertenece a la Línea Barcelona-Vallés y conecta Barcelona y Sabadell pasando por la ciudad de San Cugat del Vallés.

## Características
El Centro de Operaciones de Rubí (COR) hace de cocheras y taller central de la línea Barcelona-Vallès y centro de mando de la circulación ferroviaria. Anteriormente las cocheras y talleres se encontraban en las cocheras de Sarrià, pero fueron desmanteladas en 2004 para ser centralizadas en el COR.

### Estaciones de la línea
Hay estaciones con correspondencia con otras líneas de metro de TMB y trenes de cercanías y regionales y con enlaces con otros servicios de FGC:
| Estación                   | Metro | Otros | Municipio             |
| -------------------------- | ----- | ----- | --------------------- |
| Sabadell Parque del Norte  |       |       | Sabadell              |
| Estación de Sabadell Norte |       |       | Sabadell              |
| La Creu Alta               |       |       | Sabadell              |
| Sabadell Plaza Mayor       |       |       | Sabadell              |
| Can Feu - Gràcia           |       |       | Sabadell              |
| San Quirce                 |       |       | San Quirce del Vallés |
| Universidad Autónoma       |       |       | Sardañola del Vallés  |
| Bellaterra                 |       |       | Sardañola del Vallés  |
| San Juan                   |       |       | San Cugat del Vallés  |
| Volpelleres                |       |       | San Cugat del Vallés  |
| San Cugat Centro           |       |       | San Cugat del Vallés  |
| Valldoreix                 |       |       | San Cugat del Vallés  |
| La Floresta                |       |       | San Cugat del Vallés  |
| Las Planas                 |       |       | Barcelona             |
| Baixador de Vallvidrera    |       |       | Barcelona             |
| Peu del Funicular          |       |       | Barcelona             |
| Sarriá                     | obras |       | Barcelona             |
| Las Tres Torres            |       |       | Barcelona             |
| La Bonanova                |       |       | Barcelona             |
| Muntaner                   |       |       | Barcelona             |
| San Gervasi                |       |       | Barcelona             |
| Gracia                     |       |       | Barcelona             |
| Provenza                   |       |       | Barcelona             |
| Pl. Cataluña               |       |       | Barcelona             |